# Ingoldiomyces hyalosporus
Ingoldiomyces hyalosporus — вид грибів, що належить до монотипового роду  Ingoldiomyces.